# Arco mixtilíneo

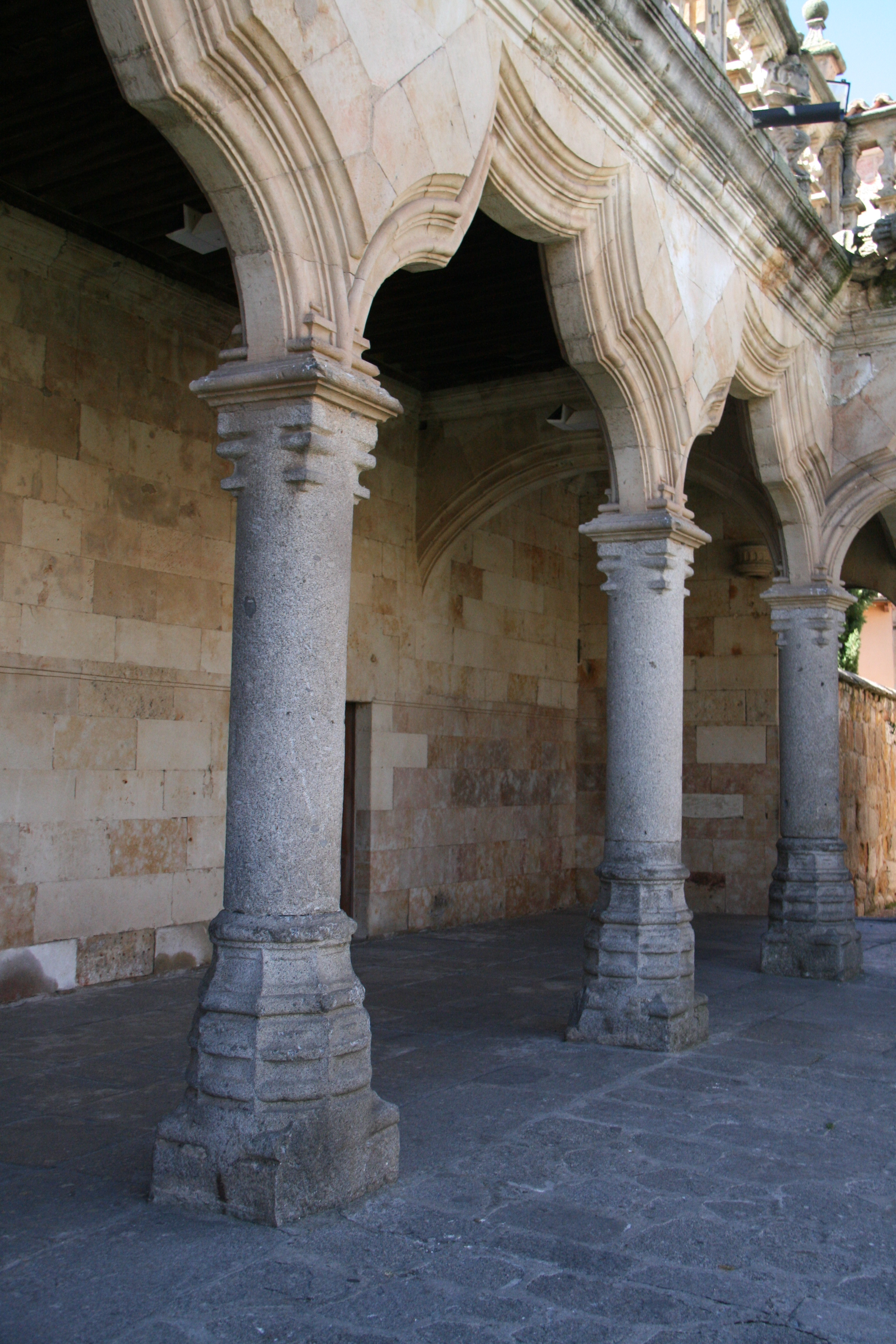
Patio de las Escuelas Menores de la Universidad de Salamanca.

Arco mixtilíneo es un tipo de arco compuesto por una combinación de líneas rectas y curvas, generalmente alternando rectas y curvas. Es un arco que combina las líneas curvas cóncavas y convexas con las rectas en ángulos entrantes y salientes. Se empleó extensivamente en la arquitectura hispanomusulmana y en la arquitectura mudéjar, característico de la época de taifas en la Aljafería de Zaragoza. Este tipo de arcos fueron prominentes en el gótico tardío del siglo XV en la península ibérica, especialmente en Castilla con el gótico isabelino y en Portugal con el estilo manuelino. Siglos más tarde vuelven a usarse en el barroco español conocido como churrigueresco, teniendo gran difusión en Hispanoamérica.